# Winston Severn
Winston Franklin Severn (Los Angeles, 30 novembre 1942) è un attore e produttore cinematografico statunitense.
Era il figlio del dottor Clifford Brill Severn (1890-1981). I suoi genitori erano emigrati dal Sudafrica a Los Angeles poco prima della sua nascita. Era il più giovane di otto fratelli che erano tutti attori bambini: Venetia Severn, Clifford Severn, Yvonne Severn, Raymond Severn, Ernest Severn, Christopher Severn e William Severn.

## Biografia
Come i suoi fratelli Cliff e Raymond, Winston Severn ha giocato per la Nazionale di cricket degli Stati Uniti d'America.
Winston Severn era un attore bambino apparso nel film Her Sister's Secret.

## Filmografia parziale
- Her Sister's Secret, regia di Edgar G. Ulmer (1946)
- Luna di miele perduta (Lost Honeymoon), regia di Leigh Jason (1947)
- Peccatori senza peccato (If Winter Comes), regia di Victor Saville (1947)
- A Man Called Peter, regia di Henry Koster (1955)